# Salmea umbratilis
Salmea umbratilis là một loài thực vật có hoa trong họ Cúc. Loài này được B.L.Rob. miêu tả khoa học đầu tiên năm 1926.